# Erste Ausbürgerungsliste des Deutschen Reichs von 1933
Mit der ersten Ausbürgerungsliste des Deutschen Reichs von 1933 entzog das NS-Regime 33 Personen die deutsche Staatsangehörigkeit und machte sie somit staatenlos. Grundlage der Ausbürgerungslisten war das Gesetz über den Widerruf von Einbürgerungen und die Aberkennung der deutschen Staatsangehörigkeit.

## Inhalt
Die Liste war die erste von insgesamt 359 Listen und wurde am 25. August 1933 im Deutschen Reichsanzeiger veröffentlicht. Die letzte derartige Liste wurde am 7. April 1945 veröffentlicht. Insgesamt wurden bis zum Ende des NS-Staates 39.006 Personen ausgebürgert.
Auf der ersten Liste aus dem August 1933 standen prominente NS-Gegner wie der ehemalige SPD-Fraktionschef Rudolf Breitscheid, der Schriftsteller Lion Feuchtwanger, der frühere Reichsministerpräsident Philipp Scheidemann, der Verleger Willi Münzenberg, der Theaterkritiker Alfred Kerr, der Rätekommunist Max Hoelz, der Journalist und Schriftsteller Kurt Tucholsky, der Schriftsteller Heinrich Mann, der Mathematiker Emil Gumbel, der Kommunist und MdR Wilhelm Pieck, der Schriftsteller und Politiker Ernst Toller, der Kommunist Kurt Grossmann, der SPD-Parteivorsitzende und Sprecher gegen das so genannte Ermächtigungsgesetz, Otto Wels, der Berliner Vizepolizeipräsident, Goebbels-Gegner und Rechtsstaatverteidiger Bernhard Weiß und der ehemalige preußische Innenminister Albert Grzesinski sowie weitere. Auf den Ausbürgerungslisten fand sich ein Großteil der geistigen Elite des damaligen Deutschlands. Das Vermögen der Ausgebürgerten wurde konfisziert, wodurch ein Großteil von ihnen mittellos wurde.

## Namensliste
- Alfred Apfel (1882–1941), Anwalt

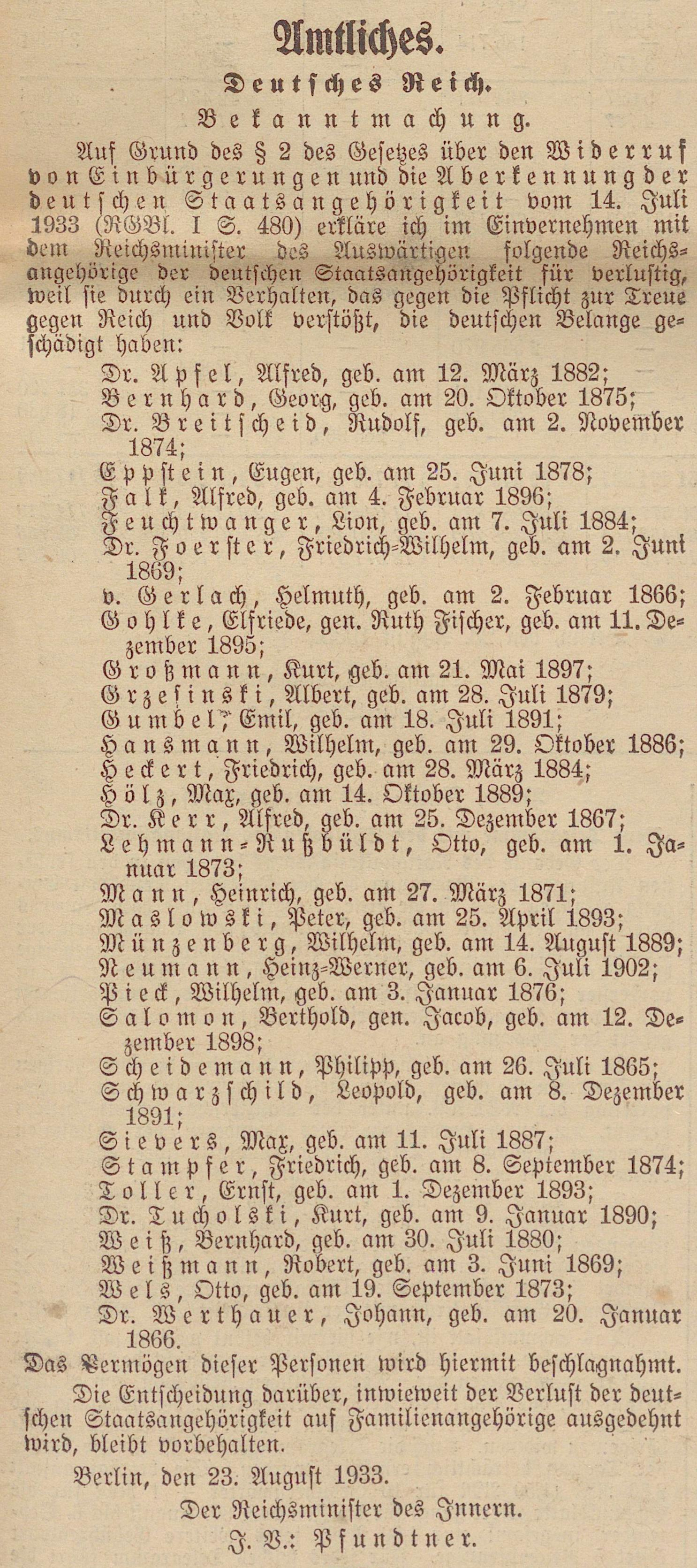
Faksimile der ersten Ausbürgerungsliste: Der Reichsminister des Inneren, i.V. Pfundtner

- Georg Bernhard (1875–1944), Journalist
- Rudolf Breitscheid (1874–1944), SPD-Politiker
- Eugen Eppstein (1878–1943), KPD-Politiker
- Alfred Falk (1896–1951), Pazifist
- Lion Feuchtwanger (1884–1958), Schriftsteller
- Ruth Fischer (als Elfriede Gohlke) (1895–1961), kommunistische Politikerin
- Friedrich Wilhelm Foerster (1869–1966), Pazifist
- Hellmut von Gerlach (1866–1935), Journalist, Pazifist, linksliberaler Politiker
- Kurt Grossmann (1897–1972), Journalist
- Albert Grzesinski (1879–1947), SPD-Politiker, preußischer Innenminister
- Emil Julius Gumbel (1891–1966), Pazifist, Mathematik-Professor
- Wilhelm Hansmann (1886–1963), SPD-Politiker
- Friedrich Heckert (1884–1936), KPD-Politiker
- Max Hoelz (1889–1933), Kommunist
- Berthold Jacob (1898–1944), Journalist, Pazifist
- Alfred Kerr (1867–1948), Theaterkritiker
- Otto Lehmann-Rußbüldt (1873–1964), Pazifist
- Heinrich Mann (1871–1950), Schriftsteller
- Peter Maslowski (1893–1983), KPD-Politiker
- Willi Münzenberg (1889–1940), kommunistischer Verleger
- Heinz Neumann (1902–1937), KPD-Politiker
- Wilhelm Pieck (1876–1960), KPD-Politiker
- Philipp Scheidemann (1865–1939), SPD-Politiker
- Leopold Schwarzschild (1891–1950), Journalist
- Max Sievers (1887–1944), Freidenker
- Friedrich Stampfer (1874–1957), Journalist
- Ernst Toller (1893–1939), Schriftsteller
- Kurt Tucholsky (1890–1935), Schriftsteller, Journalist, Pazifist
- Robert Weismann (1869–1942), preußischer Staatssekretär
- Bernhard Weiß (1880–1951), Berliner Vizepolizeipräsident
- Otto Wels (1873–1939), SPD-Politiker
- Johannes Werthauer (1866–1938), Jurist

## Reaktionen
Im Deutschen Klub in London wurden Bilder der 33 Ausgebürgerten mit der Unterschrift aufgehängt: „Wenn ihr einen trefft, schlagt ihn tot!“.

## Belege
1. ↑  Deutscher Reichsanzeiger. 25. August 1933.
2. 1 2  Michael Hepp (Hrsg.): Die Ausbürgerung deutscher Staatsangehöriger 1933–45 nach den im Reichsanzeiger veröffentlichten Listen. (PDF; 20 kB). 3 Bände. Saur, München u. a. 1985–1988, ISBN 3-598-10537-1.
3. ↑  Horst Meier: Preuße, Jude, Patriot und Demokrat. Bernhard Weiß, Vizepräsident der Berliner Polizei, und die Verteidigung der Weimarer Republik. In: Deutschlandradio. Feature über Bernhard Weiß